# Péterfillér
Péterfillér (latinul „Denarius Sancti Petri”) néven ismert az az adomány, amelyet a katolikus hívők a Szentszék kiadásainak és karitatív tevékenységének segítésére gyűjtenek. A gyűjtés a 8. században Angliában kezdődött, III. Gergely pápa idején; kezdetben csak az angolok, később a dán, svéd és norvég egyházak is kötelezően fizették. Az adományozás egészen VIII. Henrik uralkodásáig kötelező jellegű volt.
1870 és 1929 között a Vatikánnak ez volt az egyedüli bevételi forrása, miután az olasz állam megfosztotta a pápaságot a hagyományos bevételeitől. Miután a lateráni egyezmény rendelkezései értelmében az olasz állam kárpótlást fizetett az elkobzott egyházi vagyonért, a Szentszék pénzügyei rendeződtek, így azóta a péterfillérekből befolyó pénzt a pápa karitatív célokra fordítja. 2006-ban az így befolyt összeg 102 millió dollár volt, ebből a magyarországi adományok 42,3 millió forintot tettek ki.
Magyarországon a gyűjtés 1953-tól XII. Piusz pápa engedélyével szünetelt, mivel egyrészt a forint nem volt konvertibilis, másrészt az akkori jogszabályok értelmében az összegyűjtött pénzt nem lehetett volna külföldre továbbítani. 1994-től a magyarországi gyűjtés ismét folytatódik, a június 29-ét, azaz Péter-Pál napját követő vasárnap adományait küldik el.